# Val Strem

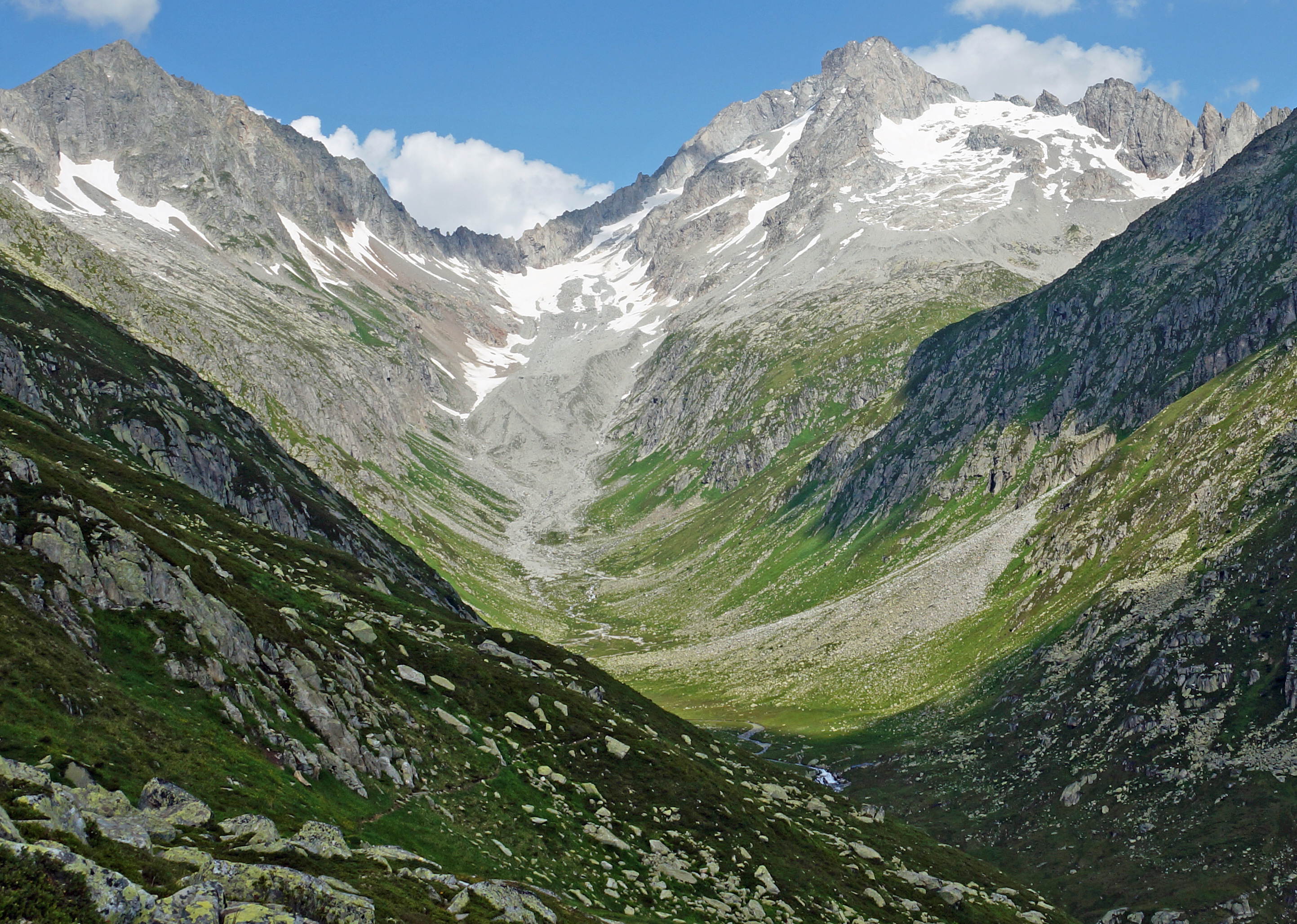
Oberes Val Strem mit Oberalpstock rechts

Das Val Strem ist ein Tal im Schweizer Kanton Graubünden nördlich von Sedrun.
Es verläuft in Nord-Süd-Richtung und verbindet mit einem Saumpfad über den Chrüzlipass das Maderanertal im Kanton Uri mit Sedrun. Das Tal ist bekannt für sein reiches Vorkommen an Mineralien und ist mit seinen vielen Rissen und Spalten interessant für Geologen.
Seit dem Jahr 2000 wird das Gebiet des Talausgangs mit einem automatischen System permanent überwacht. Am 14. März 2016 verschüttete ein Felssturz von rund 200'000 Kubikmetern Wasserfassungen der Trinkwasserversorgung und des Kleinkraftwerks Val Strem. Der Weg durch das Tal ist seither gesperrt (Aktualisierung im Sommer 2019), da ein noch grösserer Abbruch befürchtet wird. Der Zugang ins obere Tal nach Bauns und dem Chrüzlipass ist nur möglich, indem das Gebiet weiträumig via Alp Caschlè umgangen wird; als Zugang zur Etzlihütte bietet sich das Val Milà im Westen an.